# Il cammino per la felicità
Il cammino per la felicità (Ich trag dich bis ans Ende der Welt) è un film tv del 2010, diretto da Christine Kabisch.

## Trama
Dopo diciotto anni di matrimonio, alla scoperta del tradimento del marito, Anna decide di seguire il burbero padre Horst che sta partendo per il Cammino di Santiago di Compostela.

## Produzione

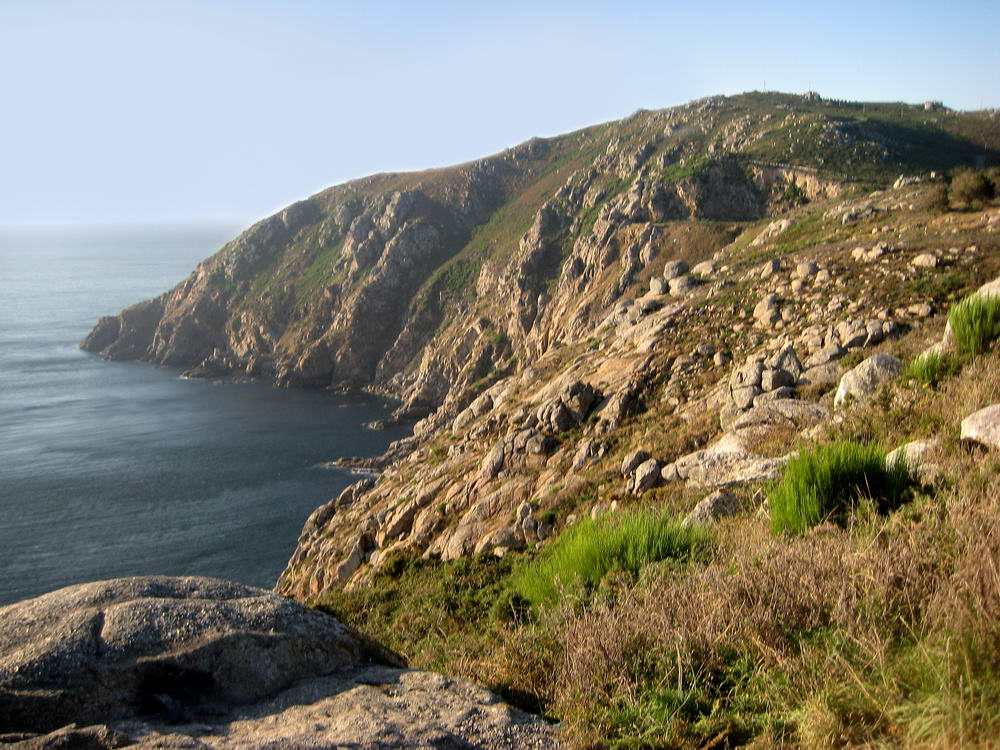
Fisterra, Cabo Galicia.

Il film è stato girato lungo il Cammino di Santiago: sono mostrate, tra le altre, le città di León, Santiago di Compostela e Cabo Fisterra.

### Cast
- Elmar Wepper: Horst Hagen
- Ann-Kathrin Kramer: Anna Klaus
- Bernhard Schir: Frank Klaus
- Julian Weigend: Tom
- Tim Morten Uhlenbrock: Thomas Klaus
- Carolin von der Groeben: Petra Klaus
- Melanie Blocksdorf: Vera
- Manon Kahle: Cindy
- Dietmar Mues: Paul Freier
- Frank Vockroth: Jan Wojta

## Distribuzione

### Data di prima visione
Le date di prima visione internazionali sono state:
- 26 marzo 2010 in Germania (Ich trag dich bis ans Ende der Welt);
- 13 giugno 2011 in Italia;
- 16 settembre 2011 in Francia (Les chemins du bonheur);
- 6 ottobre 2012 in Spagna (Te llevaré al fin del mundo).